# آنا کریستینا دا سیلوا
آنا کریستینا دا سیلوا (انگلیسی: Ana Cristina da Silva؛ زادهٔ ۱۲ دسامبر ۱۹۸۵) بازیکن فوتبال اهل برزیل است.
وی همچنین در تیم ملی فوتبال زنان گینه استوایی بازی کرده‌است.